# Chilczyce (Ukraina)
Chilczyce (ukr. Хильчиці) – wieś w rejonie złoczowskim obwodu lwowskiego Ukrainy. Do scalenia w 1934 r. w II Rzeczypospolitej miejscowość była siedzibą gminy wiejskiej w powiecie złoczowskim województwa tarnopolskiego.

## Położenie
Na podstawie Słownika geograficznego Królestwa Polskiego i innych krajów słowiańskich Chilczyce to: wieś w powiecie złoczowskim, położona 4,8 km na zachód od Złoczowa.